# Hanyu Shuiping Kaoshi
El Hanyu Shuiping Kaoshi (Xinès simplificat: 汉语水平考试, Xinès tradicional: 漢語水平考試, pinyin: Hànyǔ Shuǐpíng Kǎoshì), abreujat HSK, és l'única prova estandarditzada de xinès mandarí per als parlants no nadius, és a dir, estudiants estrangers, xinesos d'ultramar i membres d'ètnies minoritàries xineses.
La prova es divideix en sis nivells per a l'examen escrit (HSK 1-6) i tres nivells en l'examen oral (bàsic, intermedi i avançat), la matrícula pel qual es fa de manera separada.
La gestió d'aquesta prova es fa des de l'Oficina del Consell Internacional de la Llengua Xinesa, conegut com a Hanban, una organització no governamental afiliada al Ministeri d'Educació de la República Popular de la Xina.

## Antecedents, propòsit i ús del HSK
El desenvolupament de l'HSK va començar l'any 1984 a la Universitat Cultural i del Llenguatge de Pequín, i l'any 1992 va esdevenir un examen normalitzat a nivell nacional. L'any 2005, més de 120 països havien participat com a amfitrions de forma regular d'aquest examen, amb més de 100 milions de participants, entre ells molts candidats procedents de minories nacionals.
L'examen HSK s'assembla al TOEFL anglès, i el seu certificat és vàlid a tota la Xina sense cap limitació. Aquesta certificació serveix com una prova de nivell de cara a usos acadèmics i professionals de la llengua xinesa.

## Estructura actual
L'estructura actual de l'examen HSK data de 2010, tot i que es va revisar l'any 2012. Les principals novetats amb l'estructura anterior són la inclusió de noves proves orals i escrites que ara s'apliquen a tots els nivells, no només als més alts, i reestructuracions de preguntes existents.
Hi ha sis nivells, i cada nivell consta d'un examen escrit i un examen oral. L'examen escrit està dividit en tres parts diferenciades: un examen d'audició, un d'escriptura i un de lectura. A cadascuna de les parts de l'examen escrit la puntuació màxima és 100 punts.
Per tal de poder superar l'examen, cal treure un mínim de puntuació:
- Nivells 1 i 2: 120 punts
- Nivell 3 a 6: 180 punts

No hi ha un mínim de puntuació a cadascuna de les seccions mentre el total de puntuació sigui 120 o 180 punts.

## Més informació
- Confucius Institute: http://english.hanban.org/node_8002.htm Arxivat 2019-06-11 a Wayback Machine.
- Exàmen HSK a la Fundació Institut Confuci de Barcelona: http://www.confuciobarcelona.es/index.php/examenes/examen-hsk?showall=&limitstart= Arxivat 2014-07-19 a Wayback Machine.